# Fattore di comprimibilità

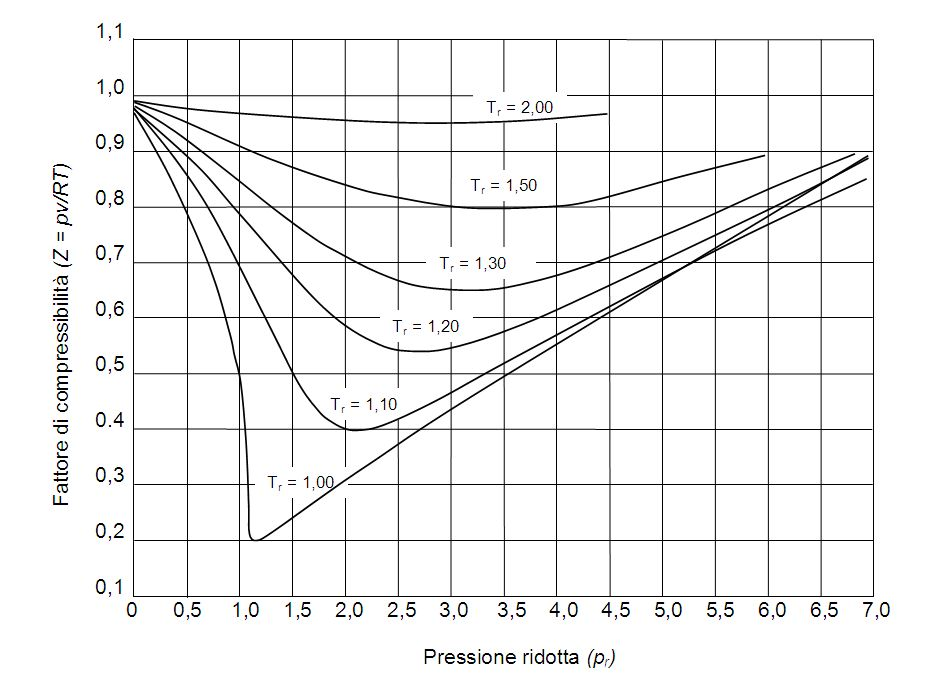
Diagramma generalizzato del fattore di compressibilità.

In termodinamica si definisce fattore di comprimibilità la grandezza:
{\displaystyle Z={\frac {P{\tilde {V}}}{RT}}}
dove:
- {\displaystyle P} è la pressione
- {\displaystyle {\tilde {V}}} è il volume molare
- {\displaystyle R} è la costante universale dei gas
- {\displaystyle T} è la temperatura assoluta.

Il fattore di comprimibilità {\displaystyle Z} è una quantità adimensionale.
Le unità di misura da adottare per la pressione e il volume molare devono essere coerenti con le unità di misura scelte per {\displaystyle R}. Ad esempio, scegliendo {\displaystyle R} pari a 8,314472 J K−1 mol−1, la pressione sarà espressa in pascal e il volume molare in m3 mol−1.
Il fattore di comprimibilità è utilizzato nelle equazioni di stato dei gas reali. Nei gas ideali è per definizione uguale a 1 indipendentemente da pressione e temperatura. Nei gas reali può risultare {\displaystyle Z<1,\,Z=1} o {\displaystyle Z>1} a seconda dello specifico gas considerato, della pressione e della temperatura, precisamente sarà minore di uno ( prevalgono le forze attrattive) nei gas coercibili e maggiore di 1 per i gas incoercibili.
Il fattore di comprimibilità può essere interpretato intuitivamente come il rapporto (a parità di pressione e temperatura) tra volume occupato dal gas reale e volume che occuperebbe invece un gas ideale (volume risultante dalla legge dei gas perfetti).
Può essere determinato a partire dalle costanti ridotte (pressione ridotta e temperatura ridotta) per via grafica, utilizzando il diagramma generalizzato del fattore di compressibilità (di carattere comunque indicativo), oppure per via analitica, attraverso delle correlazioni sperimentali.